# Aquarium national du Danemark
L’aquarium national du Danemark, Den Blå Planet (en danois : Den Blå Planet, Danmarks Akvarium), est un aquarium public situé à Kastrup dans la banlieue de Copenhague. C’est le plus grand aquarium public d’Europe du Nord. Il était originellement situé à Charlottenlund mais a été relocalisé en 2013 à Kastrup.